# 廖家桢
廖家桢（1930年7月—），曾用名毅夫，男，福建长汀人，中国心血管病学家，曾任北京中医药大学东直门医院副院长。